# 1666
1666 (MDCLXVI) var ett normalår som började en fredag i den gregorianska kalendern och ett normalår som började en måndag i den julianska kalendern. Året kallas ofta Annus Mirabilis och nämns i dikten med samma namn. 

## Händelser

### Januari
- 27 januari – Andra bremiska kriget utbryter när Sverige återigen försöker tvinga Bremen att erkänna Sveriges överhöghet, vilket staden inte vill.

### Februari
- 28 februari – Bodekull byter namn till Karlshamn.[1]

### Augusti
- 12 augusti – Varberg förstörs i en häftig eldsvåda.[2]

### September

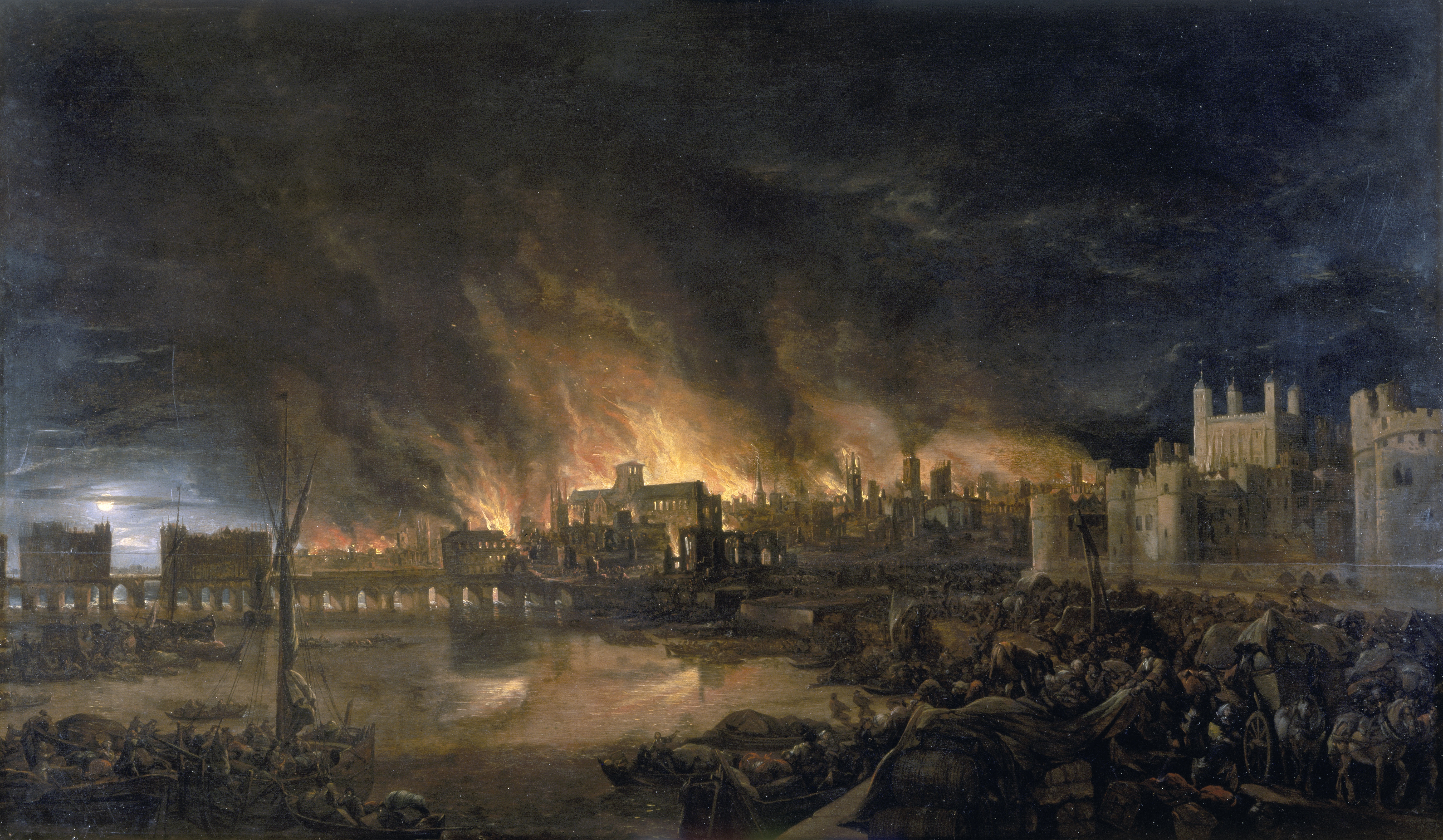
London står i brand.

- 2 september – Den stora stadsbranden i London utbryter och varar i tre dagar, vilken ödelägger större delen av staden.[3]

### November
- 15 november – Det andra bremiska kriget slutar med att Sverige erkänner Bremens självständighet genom traktaten i Habenhausen.
- 28 november – Placat och Påbudh, Om Gamble Monumenter och Antiquiteter, Sveriges första ansats till en fornminneslag, beslutades efter förlaga från Johan Hadorph, och la grunden för rannsakningar efter antikviteter som startade året därpå.

### December
- 19 december – Stiftelsebrevet för Lunds universitet utfärdas. Universitetet är ett led i Skånes försvenskande och invigs två år senare.

### Okänt datum
- En särskild vägdirektör, wägmästaren, tillsätts för att hålla uppsikt över svenska vägar, broar och skjutsväsendet.
- Språkforskaren Johannes Schefferus ger ut sitt historiska arbete Upsalia antiqua i vilket en ny teori om var Uppsalas hednatempel låg presenteras.
- Före detta drottning Kristina återkommer en andra gång till Sverige.

## Födda
- 9 februari – George Hamilton, brittisk fältmarskalk.
- 22 februari – Christian Christophersen Sehested, dansk ämbetsman och adelsman, Danmarks storkansler 1708–1721.
- 15 mars – George Bähr, tysk arkitekt.
- 12 april – Pierre Legros d.y., fransk barockskulptör.
- 4 september – Anna Maria Ehrenstrahl (död 1729), svensk konstnär.
- 5 september – Gottfried Arnold, tysk författare.
- 6 september – Ivan V, tsar av Ryssland.
- 15 september – Sofia Dorotea av Celle.
- 21 september – Fabian Törner, svensk universitetslärare.
- 9 november – Carl Gustaf Armfeldt d.ä., svensk friherre och general.
- 12 november –  Mary Astell, brittisk författare, feminist och retoriker.

## Avlidna
- 22 januari
  - Shah Jahan, indisk mogulhärskare.
  - Anna av Österrike, fransk regent.
- 20 maj – Jordan Edenius, svensk professor.
- 30 juni – Adam Krieger, organist, kapellmästare och tonsättare.
- 1 september – Frans Hals, nederländsk konstnär.
- 23 september – François Mansart, fransk arkitekt.
- 22 december – Guercino, italiensk konstnär, målare.
- 26 december – Alexandrine von Taxis, tysk postmästare och grevinna.

### Fotnoter
1. ↑  Karlshamn
2. ↑  4 sekel
3. ↑  Det hände i dag – 2 september